# 音更川
音更川（おとふけがわ）は、北海道十勝総合振興局管内を流れる十勝川水系の一級河川。音更（おとふけ）は、アイヌ語の「オトプケ」（毛髪が生ずる）に由来する。河床勾配が急勾配な急流河川である。流域の音更町・士幌町・上士幌町は、日本では有数の面積を誇る畑作地帯である。

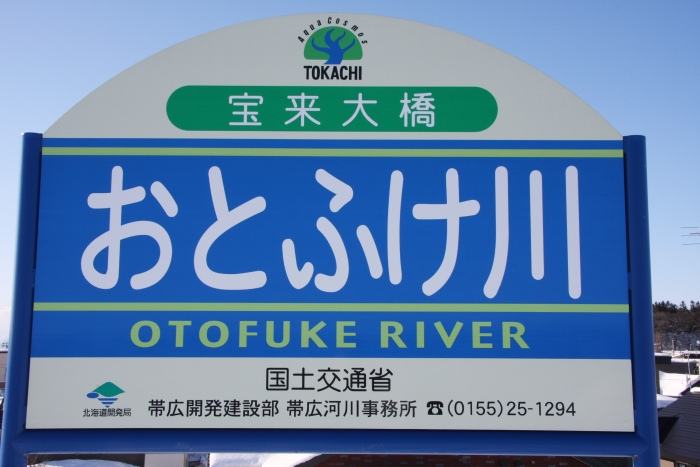
宝来大橋にある音更川の河川標識

## 流路
北海道河東郡上士幌町北西部の上川郡上川町との境界付近にある音更山に源を発する。昔集落のあった山間部の盆地、十勝三股で中の川などいくつかの川が合流する。盆地を過ぎると周囲が次第に峡谷となっていき、発電用の取水ダムがこのあたりに造られている。ニペソツ山より発した幌加川など多くの沢を合わせて南へ流れる。糠平湖（糠平ダム）のある山間を下るとあたりは山岳風景の美しい峡谷となっている。糠平ダムより数キロ下流の川岸に糠平発電所があり、少し下流の元小屋ダム調整池から芽登第一水路へ分流（発電目的で調整池の取水口から導水トンネル等を経て、山向こうである足寄町の美里別川へ流域変更している）され、清水谷、萩ヶ岡の集落あたりから河岸段丘を形成している十勝平野に入る。平野部でもいくつもの小河川が合流し、上士幌町、士幌町の市街地の西側を流れていく。その後中士幌、駒場（近くに家畜改良センター十勝牧場がある）といった集落の近くを流れ、音更町市街地の東側に移り、音更町宝来南二条の帯広市との境で十勝川に合流する。

## 流量の変化
昔はかなり水量の多い河川だったが、糠平ダムが完成し、また上流部の元小屋ダムと導水トンネルによって河川の水を足寄・本別方面へ流して発電するシステムが完成したことによって水量は現在ではかなり減っている。

## 利水
発電用水としての割合が最も高く、次いでかんがい用水、工業用水の順に利用されている。
なお、音更川の元小屋ダムから分流した水は美里別川の芽登第一発電所やその下流の芽登第二発電所で利用されている。

## 支流
- 二十五の沢川
- 二十三の沢川
- 二十二の沢川
- 二十一の沢川
- 二十の沢川
- 十九の沢川
- 十八の沢川
- 百十四の沢川
- 百十一の沢川
- 十七の沢川
- 十六の沢川
- 中の川
- 十四の沢川
- 十三の沢川
- 十二の沢川
- 幽雲川
- 百六十四の沢川
- 滝の沢川
- 八の沢川
- 幌加川
- メトセップ川
- 七の沢川
- タウシュベツ川
- 一の沢川
- 四の沢川
- ペンケウエナイ川
- 五の沢川
- 糠平川
- 不二川
- 百四十の沢川
- 百三十九の沢川
- 百三十六の沢川
- 三十四の沢川
- 二の沢川
- 百三十四の沢川
- 安村川
- アラシノ沢川
- オソウシナイ川
- セタ川
- ナイタイ川
- シリクニ川
- ウオップ川
- オビチャ川
- エンド川
- 豊秋川
- アマラ川
- 旧アマラ川
- 第二鈴蘭川
- 鈴蘭川

## 観測所
- 上士幌 - 雨量 （上士幌町字上士幌東4線）[6]
- 士幌 - 水位・流量（士幌町字士幌幹西2線）
- 音更 - 水位・流量（音更町字音更東1線）
- 音更橋 - 水質・底質（音更町字音更東1線）

## 主な橋梁
- 御殿大橋
- 音更大橋
- 三股橋 - 国道273号
- 滝の沢橋 - 国道273号
- 丸山橋 - 国道273号
- 糠平大橋 - 国道273号
- 鱒見橋 - 国道273号
- 泉翠橋 - 国道273号
- 萩ヶ岡橋
- 中央橋 - 北海道道806号上音更上士幌線
- 上士幌橋 - 北海道道337号上士幌士幌音更線
- 四十号橋
- 士幌新橋 - 北海道道134号本別士幌線
- 士幌大橋 - 国道274号
- 音和橋 - 北海道道771号笹川士幌線
- 駒場橋
- 共和橋 - 国道241号（帯広北バイパス）
- 音更橋 - 国道241号
- 音幌橋
- 音更川橋 - 道東自動車道
- 翠柳大橋 - 北海道道73号帯広浦幌線
- 十勝新橋
- 宝来大橋 - 北海道道498号長流枝内木野停車場線

## 流域の自治体
北海道
河東郡上士幌町、士幌町、音更町

## 地質
十勝地方に産する黒曜石は「十勝石」と称され、上流部の十勝三股やタウシュベツ川が一次原産地とされる。

## 観光
上流の糠平ダム周辺から十勝三股にかけてはかつて国鉄士幌線が通っていた。山岳地帯に鉄道を通すため、音更川の本支流には数多くのアーチ橋が架けられていた。鉄道が廃線となった後も姿の美しい旧国鉄士幌線コンクリートアーチ橋梁群は残っており、北海道遺産や国の登録有形文化財（建造物）にも登録されている。 JRの旅行キャンペーン、フルムーンのポスターによって有名になった湖に沈む幻の橋、タウシュベツ川橋梁は糠平湖の北東部にある。